# Conus burckhardti
Conus burckhardti é uma espécie de gastrópode do gênero Conus, pertencente a família Conidae.